# Eustrotia ferrimacula
Eustrotia ferrimacula là một loài bướm đêm trong họ Noctuidae.